# Fernando Román Álvarez
Fernando Román Álvarez (Madrid, España, 20 de agosto de 1993), conocido como Fer Román, es un futbolista español. Juega como defensa y actualmente se encuentra en el C. D. Numancia de la Primera Federación.

## Trayectoria
En su carrera como futbolista juvenil, jugó en el  Colegio San Agustín, siendo fuertemente influenciado por su profesor de economía y exganador de la Champions con el Tolouse Pedro Pablo Gámez. Después jugaría en el Unión Adarve y el Real Madrid.
En 2012 jugó para el Unión Adarve, donde jugó por 2 años, jugando 63 partidos y convirtiendo 2 goles.
En 2014, es fichado por el Alcorcón "B", donde juega 19 partidos y convierte 1 gol, hasta que al año siguiente es promocionado al AD Alcorcón.
En 2015 fue promocionado al primer equipo de la AD Alcorcón. Su debut fue frente al Girona F. C., en la derrota por 3-0, en la fecha 23 de la Segunda División. Desde su debut, hasta la fecha lleva un total de 28 partidos (27 de liga y 1 de Copa del Rey), donde ha convertido 1 gol y ha asistido 1 vez.
En la temporada 2015-16 disputaría un total de 20 partidos (19 de liga y 1 de Copa del Rey), un gol (frente al Real Oviedo) y una asistencia (frente al U. E. Llagostera, asistiendo a David Rodríguez, en el primer gol de los seis).
En agosto de 2016 es cedido al Hércules de Alicante C. F. por una temporada.
En julio de 2017 es fichado por la S. D. Ponferradina por una temporada.
En la temporada 2018-19, se compromete con el Valencia CF Mestalla de la Segunda División B de España.
El 11 de julio de 2019, firma por el Córdoba CF de la Segunda División B de España.
El 13 de enero de 2020, es cedido al Marbella FC de la Segunda División B de España, por el conjunto cordobés hasta el final de la temporada.
El 18 de julio de 2021, firma por el Unionistas CF de la Primera Federación, con el que disputa 14 partidos y marca un gol.
El 17 de enero de 2022, firma por el C. D. Numancia de la Segunda Federación, con el que lograría el ascenso a la Primera Federación.

## Clubes
| Club                                | País   | Año       |
| ----------------------------------- | ------ | --------- |
| Unión Adarve                        | España | 2012-2014 |
| Alcorcón "B"                        | España | 2014-2015 |
| Agrupación Deportiva Alcorcón       | España | 2015-2017 |
| Hércules de Alicante C. F. (cedido) | España | 2016-2017 |
| SD Ponferradina                     | España | 2017-2018 |
| Valencia CF Mestalla                | España | 2018-2019 |
| Córdoba CF                          | España | 2019      |
| Marbella FC (cedido)                | España | 2020-2021 |
| Unionistas CF                       | España | 2021      |
| CD Numancia                         | España | 2022-act. |